# Association patriotique de Prusse-Orientale

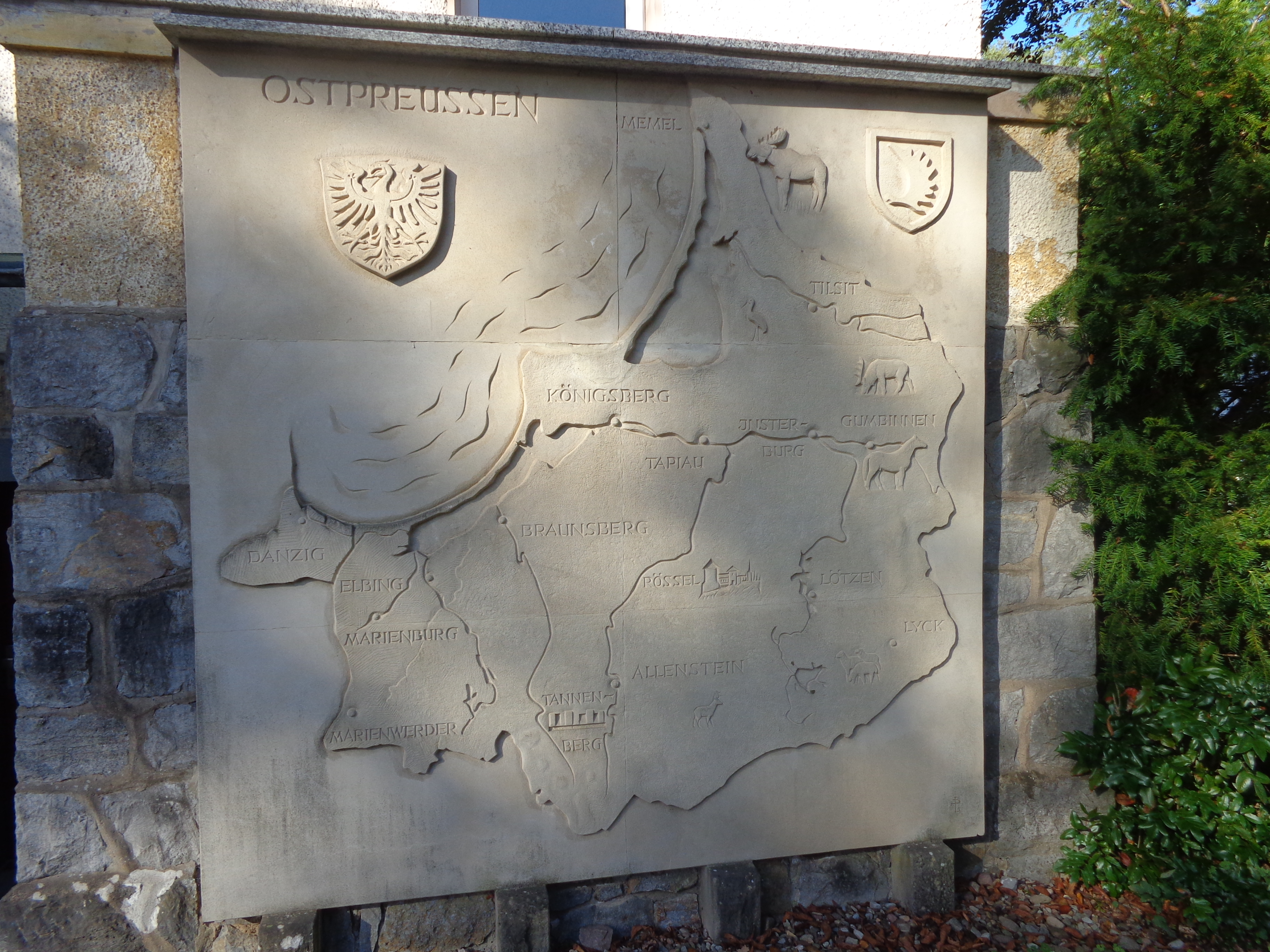
Relief de la Prusse-Orientale à Ostheim à Bad Pyrmont

L'Association patriotique de Prusse-Orientale (abréviation : LO), basée à Hambourg, est une association indépendante, non confessionnelle et non partisane, de personnes déplacées. Elle est fondée à Hambourg le 3 octobre 1948 par des réfugiés de Prusse-Orientale, qui ont fui leur patrie. La LO est membre de la Fédération des expulsés (de) (BdV). Son porte-parole est Stephan Grigat (de) depuis 2010. La LO est reconnue comme une organisation à but non lucratif et n'est pas financée par des fonds publics.

## Activités
L'Association patriotique de Prusse-Orientale est principalement active dans le travail culturel et de rencontre transfrontalier ainsi que dans le journalisme historique et politique. Parmi les préoccupations et activités politiques récentes de l'association, on peut citer la création d'un centre contre les expulsions à Berlin, si possible avec la participation de l'ancienne présidente du BdV Erika Steinbach, l'organisation de congrès germano-polonais sur la politique communale ainsi que de forums germano-russes, le maintien et le développement du Musée d'État de Prusse-Orientale (de) à Lunebourg et du Centre culturel de Prusse-Orientale (de) à Ellingen. En 2009, l'association créé également, à partir de ses réserves, la fondation Avenir pour la Prusse-Orientale, dont le siège est à Hambourg.
Dans les années qui suivent la réunification et la révolution pacifique en RDA de 1989/90, l'Association patriotique de Prusse-Orientale, souvent en coopération avec l'organisation de secours Lazare (de) ou le Johanniter-Unfall-Hilfe, créé 21 centres sociaux avec des vestiaires et des pharmacies dans la partie de la Prusse-Orientale qui appartient aujourd'hui à la Pologne. Durant cette période, elle organise et finance de nombreux transports de biens de première nécessité pour des hôpitaux, des maisons d'enfants et de personnes âgées, soutient des enfants-loups, notamment en Lituanie, ainsi que des jardins d'enfants et des écoles, notamment par le biais de repas scolaires ; ces activités sont toutefois passées au second plan ces dernières années en raison du développement économique de la Pologne.
La plus haute distinction décernée par l'association est le Bouclier prussien (de).

## Objectifs
Selon ses statuts en vigueur depuis novembre 2015, l'Association patriotique de Prusse-Orientale se définit comme « l'organisation faîtière des Prussiens de l'Est expulsés de leur patrie, de leurs descendants et de tous ceux qui se sentent particulièrement liés à la Prusse-Orientale et à son histoire ». Les objectifs statutaires de l'association sont les suivants :
- la préservation du patrimoine culturel de la Prusse-Orientale ;
- la prise en charge des expulsés et des membres du groupe ethnique allemand dans la patrie de la Prusse-Orientale ;
- le droit à l'autodétermination « en tant que droit inviolable de chaque peuple » ;
- la « coexistence pacifique des peuples sur la base du droit et non de la violence » ;
- l'unification européenne dans la paix et la liberté et
- la protection globale des groupes ethniques pour toutes les minorités ethniques en Europe.

Les statuts contiennent à plusieurs endroits un engagement en faveur du droit international, mais pas d'exigence (explicite) de restitution de propriété ou d'indemnisation. Les statuts ne demandent pas non plus la rétrocession à l'Allemagne de l'ancien territoire de la Prusse-Orientale.

## Adhésion et organes
L'Association patriotique de Prusse-Orientale comprend :
1. 38 communautés d'arrondissement d'origine, correspondant aux arrondissements historiques de la Prusse-Orientale
2. 16 groupes régionaux, correspondant aux 16 Länder, avec au total environ 420 groupes locaux et de district et le
3. Groupe de travail Bund Junges Ostpreußen (BJO).

En plus de ces membres corporatifs, l'association peut, selon les statuts, accepter des membres personnels.
L'association patriotique de Prusse-Orientale a deux organes, la représentation d'État de Prusse-Orientale (OLV) et le Conseil fédéral. L'OLV se réunit généralement une fois par an. Avec ses commissions et son comité exécutif, elle a une structure proche de celle d'un parlement : en droit associatif, c'est l'assemblée générale de la LO. Un autre organe de la LO est le Conseil d'arbitrage.
La LO publie également comme organe l'hebdomadaire conservateur de droite à nouvelle droite Preußische Allgemeine Zeitung (jusqu'en 2003 : Das Ostpreußenblatt).

## BJO
En février 2000, le Bund Junges Ostpreußen, l'organisation de jeunesse officielle de la fédération, est fondée. L'ancienne organisation de jeunesse Junge Landsmannschaft Ostpreußen est dépouillée de ce statut en raison de son orientation d'extrême droite comme sa coopération avec le Witikobund (de) ; en novembre 2006, sous la pression de la LO, elle est rebaptisée Junge Landsmannschaft Ostdeutschland.
Le Bund Junges Ostpreußen compte environ 1 000 membres. Le président fédéral est Tobias Link. Entre autres choses, le BJO s'engage pour la compréhension internationale entre les jeunes et est actif en Allemagne et en Prusse-Orientale avec des séminaires, des activités de loisirs, des événements éducatifs et des rencontres entre jeunes polonais, russes et allemands. L'entretien des tombes de guerre en Prusse-Orientale - souvent en collaboration avec des jeunes Polonais - fait également partie des activités du BJO. L'association s'engage pour la mémoire de l'histoire allemande de la Prusse-Orientale et pour le maintien des contacts avec ses habitants actuels.

## Porte-parole (président)
- 1948–1951 : Ottomar Schreiber (de), président d'honneur à partir de 1951
- 1952-1966 : Alfred Gille (de)
- 1966-1971 : Reinhold Rehs (de)
- 1971-1974 : Joachim von Braun (de)
- 1974-1979 : Hans-Georg Bock (de)
- 1979–1990: Ottfried Hennig (de) (à partir de 1982 secrétaire d'État auprès du ministre fédéral des relations intérieures allemandes)
- 1990-1992 : Harry Poley (de)
- 1992-2010 : Wilhelm von Gottberg
- depuis le 6 novembre 2010 : Stephan Grigat (de)

## Décrets Bierut
Dans la perspective de l'élargissement à l'Est de l'UE, l'association exige le retrait des « décrets Bierut ». Semblables aux décrets Beneš dans l'ancienne Tchécoslovaquie, ces décrets exemptent de peine les expulsions illégales, les expropriations et les mauvais traitements infligés à la population allemande en Prusse-Orientale, en Silésie, en Poméranie et dans le Brandebourg oriental.